# Kup maršala Tita 1977./78.
Kup maršala Tita 1977./78., također poznat kao Kup Jugoslavije u nogometu 1977./78., bila je trideseta sezona Kupa Jugoslavije u nogometu nakon Drugog svjetskog rata.

U natjecanju je sudjelovalo tisuće timova: iz republičkih kupova plasirao se 14 momčadi koje su se pridružile 18 prvoligaškim klubovima u nacionalnom kupu kojim upravlja FSJ. Započeo je 7. rujna 1977., a završio 24. svibnja 1978.
Ova sezona označila je kraj dominacije splitskog Hajduka u ovom natjecanju, jer je njihov niz od pet uzastopnih osvojenih kupa okončan kada su u polufinalu izbačeni od kasnijeg pobjednika Rijeke. Drugi finalist iz prethodne sezone, Dinamo Zagreb, također je ispao u polufinalu nakon poraza od Trepče.
Trofej je osvojila Rijeka koja je u finalu svladala Trepču. Riječanima je to bio prvi naslov u ovom natjecanju.

Zahvaljujući uspjehu, Rijeka je ostvarila plasman u Kup pobjednika kupova 1978./79.
Uz Trepču i Rijeku, iznenađenje turnira bio je i Borac Čačak, koji je bio posljednja momčad izvan najviše razine turnira kada je ispao u četvrtfinalu.

## Sudionici
18 sudionika Prve savezne lige 1976./77. kvalificiralo se direktno. Ostalih 14 ekipa (u žutom) plasirale su se kroz republičke kupove.
| rang         | Slovenija            | Hrvatska                                         | Bosna i Hercegovina                                                         | Srbija                              | Srbija                                                  | Srbija   | Crna Gora         | Makedonija       |
| rang         | Slovenija            | Hrvatska                                         | Bosna i Hercegovina                                                         | Vojvodina                           | Središnja Srbija                                        | Kosovo   | Crna Gora         | Makedonija       |
| ------------ | -------------------- | ------------------------------------------------ | --------------------------------------------------------------------------- | ----------------------------------- | ------------------------------------------------------- | -------- | ----------------- | ---------------- |
| 1. rang      | - Olimpija Ljubljana | - Dinamo Zagreb - Hajduk Split - Rijeka - Zagreb | - Borac Banja Luka - Čelik Zenica - Sarajevo - Sloboda Tuzla - Velež Mostar | - Vojvodina                         | - OFK Beograd - Crvena zvezda - Partizan - Radnički Niš | - Trepča | - Budućnost       |                  |
| 2. rang      | - Maribor            | - Dinamo Vinkovci                                | - Jedinstvo Bihać - Leotar Trebinje - Željezničar                           |                                     | - Borac Čačak - Napredak Kruševac - Radnički Kragujevac |          | - Sutjeska Nikšić | - Vardar Skoplje |
| 3. rang      |                      | - Solin                                          |                                                                             | - Bačka Subotica - Tekstilac Odžaci | - Bor                                                   |          |                   |                  |
| Niži rangovi |                      | - Slaven Koprivnica                              |                                                                             |                                     |                                                         |          |                   |                  |

## Šesnaestina završnice
Utakmice odigrane 7. rujna 1977.
| Domaći sastav           |   | Gostujući sastav       | Rezultat       | Strijelci |
| ----------------------- | - | ---------------------- | -------------- | --- |
| NK Rijeka (Rijeka)      | – | Partizan (Beograd)     | 1:0            | Kustudić |
| Dinamo (Vinkovci)       | – | Tekstilac (Odžaci)     | 2:1            | 1:0 I. Radić, 2:0 Bogdan, 2:1 J. Feger |
| Leotar (Trebinje)       | – | Hajduk (Split)         | 0:2            | 0:1 Rukljač (pen), 0:2 B. Đorđević |
| Crvena zvezda (Beograd) | – | NK Solin (Solin)       | 6:3            | 1:0 Šestić, 2:0 Filipović, 2:1 Boban, 2:2 Boban, 3:2 Filipović, 4:2 Filipović, 5:2 Bogićević, 6:2 Bogićević, 6:3 Radić                           |
| Velež (Mostar)          | – | Čelik (Zenica)         | 3:1            | 1:0 Slišković, 2:0 Halilhodžić, 3:0 Halilhodžić, 3:1 Spasojević                                                                                  |
| FK Bor (Bor)            | – | Slaven (Koprivnica)    | 3:1            | 1:0 D. Nikolić, 1:1 B. Sabolić (pen), 2:1 Vitanović (pen), 3:1 Brkić                                                                             |
| FK Sarajevo (Sarajevo)  | – | Budućnost (Titograd)   | 3:1            | 1:0 Repčić, 2:0 Vidaković, 2:1 Radinović, 3:1 Hodžić                                                                                             |
| Bačka (Subotica)        | – | NK Zagreb (Zagreb)     | 0:1            | Kovačić |
| Trepča (K. Mitrovica)   | – | Napredak (Kruševac)    | 1:0            | Mušikić |
| Olimpija (Ljubljana)    | – | NK Maribor (Maribor)   | 4:0            | 1:0 Dogandžić (pen), 2:0 Komljenović, 3:0 Perduv, 4:0 Hristovski                                                                                 |
| Borac (Čačak)           | – | Vardar (Skoplje)       | 2:1            | 1:0 Ćirković (pen), 1:1 M. Spasovski, 2:1 B. Čakarević                                                                                           |
| Sutjeska (Nikšić)       | – | Sloboda (Tuzla)        | 0:0 (4:5 pen.) | |
| Dinamo (Zagreb)         | – | Radnički (Niš)         | 3:1            | 1:0 Cerin, 2:0 Bogdan, 3:0 Senzen, 3:1 Panajotović                                                                                               |
| Jedinstvo (Bihać)       | – | OFK Beograd (Beograd)  | 2:1            | 0:1 Džaferović (autogol), 1:1 Radočaj, 2:1 Piralić                                                                                               |
| Vojvodina (Novi Sad)    | – | Radnički (Kragujevac)  | 1:0            | Nikezić |
| Borac (Banja Luka)      | – | Željezničar (Sarajevo) | 6:3            | 0:1 Bukal, 0:2 Bukal (pen), 1:2 Kovačević, 1:3 Odović, 2:3 Vidačak (pen), 3:3 Kovačević, 4:3 Marjanović, 5:3 Kovačević (pen), 6:3 Ibrahimbegović |

## Osmina završnice
Utakmice odigrane 26. listopada 1977.
| Domaći sastav        |   | Gostujući sastav        | Rezultat       | Strijelci                               |
| -------------------- | - | ----------------------- | -------------- | --------------------------------------- |
| Dinamo (Vinkovci)    | – | NK Rijeka (Rijeka)      | 0:1            | Radović                                 |
| Hajduk (Split)       | – | Crvena zvezda (Beograd) | 3:0            | 1:0 Čop, 2:0 Šurjak, 3:0 Jerković       |
| Velež (Mostar)       | – | FK Bor (Bor)            | 2:0            | 1:0 Matijević, 2:0 Šipka (autogol)      |
| NK Zagreb (Zagreb)   | – | FK Sarajevo (Sarajevo)  | 3:0            | 1:0 Čopor, 2:0 Kovačić (pen), 3:0 Kafka |
| Olimpija (Ljubljana) | – | Trepča (K. Mitrovica)   | 0:0 (3:5 pen.) |                                         |
| Sloboda (Tuzla)      | – | Borac (Čačak)           | 1:1 (4:6 pen.) | 1:0 Geca, 1:1 Dunjić                    |
| Dinamo (Zagreb)      | – | Jedinstvo (Bihać)       | 2:0            | 1:0 Vabec (pen), 2:0 Bonić              |
| Vojvodina (Novi Sad) | – | Borac (Banja Luka)      | 2:0            | 1:0 Anikić, 2:0 Nikezić                 |

## Četvrtzavršnica
Utakmice odigrane 26. veljače 1978.
| Domaći sastav      |   | Gostujući sastav      | Rezultat | Strijelci                                                   |
| ------------------ | - | --------------------- | -------- | ----------------------------------------------------------- |
| Hajduk (Split)     | – | NK Rijeka (Rijeka)    | 0:1      | Kustudić (pen)                                              |
| NK Zagreb (Zagreb) | – | Velež (Mostar)        | 0:1      | Slišković                                                   |
| Borac (Čačak)      | – | Trepča (K. Mitrovica) | 0:1      | Stolić                                                      |
| Dinamo (Zagreb)    | – | Vojvodina (Novi Sad)  | 3:2      | 0:1 Nikezić, 1:1 Bogdan, 1:2 Nikezić, 2:2 Bručić, 3:2 Tukša |

## Poluzavršnica
Utakmice odigrane 29. ožujka 1978.
| Domaći sastav         |   | Gostujući sastav | Rezultat       | Strijelci                                                   |
| --------------------- | - | ---------------- | -------------- | ----------------------------------------------------------- |
| NK Rijeka (Rijeka)    | – | Velež (Mostar)   | 3:1            | 1:0 Kustudić, 2:0 Desnica (pen), 2:1 Halilhodžić, 3:1 Ružić |
| Trepča (K. Mitrovica) | – | Dinamo (Zagreb)  | 0:0 (5:4 pen.) |                                                             |

## Završnica

### Susret
| 24. svibnja 1978. |             |        |                                                                                        |
| Rijeka            | 1:0 (prod.) | Trepča | Stadion Crvena zvezda, Beograd Broj gledatelja: 45.000 Sudac: Radmilo Ristić (Beograd) |
| Radović 91'       | (izvještaj) |        | Stadion Crvena zvezda, Beograd Broj gledatelja: 45.000 Sudac: Radmilo Ristić (Beograd) |

| Rijeka | Trepča |

| RIJEKA:             |    |                   |        |
|                     |    |                   |        |
| G                   | 1  | Radojko Avramović |        |
| B                   | 2  | Sergio Machin     |        |
| B                   | 3  | Miloš Hrstić      |        |
| B                   | 4  | Nikica Cukrov     |        |
| B                   | 5  | Zvjezdan Radin    |        |
| B                   | 6  | Srećko Juričić    |        |
| V                   | 7  | Salih Durkalić    |        |
| N                   | 8  | Milan Radović     | Izašao |
| N                   | 9  | Miodrag Kustudić  |        |
| V                   | 10 | Milan Ružić       |        |
| N                   | 11 | Damir Desnica     |        |
| Izmjene:            |    |                   |        |
| N                   | ?  | Zoran Šestan      | Ušao   |
| Trener:             |    |                   |        |
| Dragutin Spasojević |    |                   |        |

| TREPČA:        |    |                    |        |
|                |    |                    |        |
| G              | 1  | Dragomir Mutibarić |        |
| B              | 2  | Dragoljub Ljiljak  |        |
| B              | 3  | Fikret Grbović     |        |
| B              | 4  | Rafet Prekazi      |        |
| B              | 5  | Erdogan Celina     |        |
| B              | 6  | Fisnik Ademi       |        |
| V              | 7  | Miodrag Radojević  | Izašao |
| V              | 8  | Ramadan Cimili     | Izašao |
| N              | 9  | Miško Stolić       |        |
| V              | 10 | Raif Haxha         |        |
| V              | 11 | Ilija Savović      |        |
| Izmjene:       |    |                    |        |
| V              | ?  | Ljubomir Radević   | Ušao   |
| V              | ?  | Vahedin Ajeti      | Ušao   |
| Treneri:       |    |                    |        |
| Hysni Maxhuni  |    |                    |        |
| Ajet Shosholli |    |                    |        |

## Poveznice
- Prva savezna liga 1977./78.
- Druga savezna liga 1977./78.
- 3. ligaški rang 1977./78.

## Vanjske poveznice
- Senzacija stiže sa Ibra, Trepča Prvu ligu igra …
- RSSSF
- Jugoslavija - Detalji finala Kupa 1947.-2001
- exyufudbal.in.rs
- lavkup.com
- bihsoccer.com